# Вукосава Ђапић
Вукосава Ђапић - Атанацковић (Зрењанин СФРЈ сада Србија 21. јануара 1978) је српска атлетичарка репрезентативка и рекордерка.
Почела је да тренира са 11 година и тренери су јој били Цигулов, Танкосић, Јани Хајду, Јахић, Мишић и Владислав Гатарић, а била је члан четири клуба. Почела је у АК Пролетер Зрењанин, кратко време била у зрењанинском Атлетичару, а по пет година је бранила боје АК Партизан Београд и АК Железничар из Ниша
Најбржа Српкиња је национална рекордека у дворанина 60 м (7,349 и на 100 м, а њених 11,37 секунди на 100 м на отвореном најбољи је резултат у последње две деценије у Србији. Она је највише од свих српских спринтерки ову деоницу трчала испод 11,50 секунди. Њен лични рекорд на 200 м износи 23,74 секунде и у овој дисциплини била је у финалу Европског првенства до 23 године.
Била је троструки јуниорски и сениорски првак Балкана у три дисциплине 100, 200 и штафети 4 х 100 метара. Учествовала је на Олимпијским играма 2000 године у Сиднеју, а наредне је проглашена за најбољу спортисткињу ЈСД Партизан.
На Медитеранским играма 2004. у Алмерији освојила је треће место, али је дисквалификована, јер је била позитивна на допинг контроли. Морала је да паузира две године. Вратила се и поново била најбоља у земљи. На Балканским играма 2008. када је репрезентација Србије освојила треће место, била је капитен репрезентације. 
Поново се вратила у град на Бегеју где је и почела своју каријеру а у јуну 2009. одлучила да се опрости од атлетских такмичења, после две деценије успешне спортске каријере, а 9. августа се удала за кошаркаша Стефана Атанацковића из Ваљева.